# Friedrich Grützmacher
Friedrich Wilhelm Grützmacher (Dessau, Anhalt, 1 de març de 1832 - Dresden, 23 de febrer de 1903) va ser un violoncel·lista alemany que es feu famós a la segona part del segle xix.
Grützmacher aprengué música amb el seu pare. Començà els seus estudis de violoncel amb Karl Dreschler, un dels deixebles de Dotzauer.
Només tenia setze anys quan es traslladà a Leipzig, i poc temps després ja era nomenat primer violoncel·lista de l'orquestra de l'Orquestra del Gewandhaus i professor del Conservatori, places que deixà per ocupar la mateixa situació en el de Dresden. Allà fou honorat també amb el títol de solista de la Reial Cambra.
Les composicions de Grützmacher figuren entre el millor que s'ha escrit per a violoncel, en la qual execució es distingia el seu autor per la seva grandesa. A aquestes qualitats s'ha d'afegir la d'haver sigut un excel·lent professor que va formar bons i nombrosos violoncel·listes, entre ells a Peter Brynie Lindeman o Hugo Becker i el seu germà Leopold (1835-1900), que ocupà importants càrrecs en diverses corts alemanyes i escriví nombroses composicions per a violoncel.
Actualment se'l coneix per la seva edició del Concert per a Violoncel n. 9. de Boccherini. També se'l coneix per la reordenació de les Suites de Violoncel de Bach amb acords addicionals, passatges i adorns. Les seves cadències pels concerts de Boccherini i Joseph Haydn s'interpreten sovint encara el dia d'avui.